# Aida Bamia
Aida Adib Bamia es una profesora emérita de lengua y literatura árabe en la Universidad de Florida en Gainesville, además de ser especialista en literatura del norte de África. Su trabajo en literatura árabe ha ayudado a dar traducciones de calidad a lectores de inglés.

## Biografía
Bamia es palestina, nacida en Jerusalén. En 1948, su familia se mudó a Egipto.  Recibió su doctorado en 1971, en la Universidad de Londres.  De 1972 a 1973, recibió una beca de la Fundación Ford para trabajar en una beca postdoctoral en la Universidad de California, Los Ángeles (UCLA).  
En 1985, comenzó a dar clases en la Universidad de Florida. Antes de ser contratada en Florida, fue profesora en varias universidades de Argelia. Más tarde, Bamia recibió el pasaporte norteamericano. Se considera una árabe estadounidense.  
La investigación de Bamia se ha centrado principalmente en las escritoras musulmanas de Oriente Medio. Ha descubierto que las mujeres han contribuido en la cultura y la literatura, incluso en los primeros tiempos islámicos. Espera combatir los estereotipos sobre estas mujeres a través de sus escritos e investigaciones.  También ha centrado sus esfuerzos de investigación en las tradiciones de poesía oral de las mujeres magrebíes del norte de África.
Fue la editora de Al-Arabiyya, la revista de la Asociación Americana de Maestros de Árabe (AATA). También fue presidenta de AATA en 1993.
Es autora de The Graying of the Raven: Cultural and Sociopolitical Significance of Algerian Folk Poetry (AUC Press, 2001), con la que ganó el premio Oriente Medio de la Universidad americana en El Cairo Press en el 2000.
Su trabajo de traducción ha sido nominado para los premios. En 2014, fue nominada para el premio Saif Ghobash Banipal de traducción literaria árabe por su traducción de The Arch and the Butterfly de Mohammed Achaari.
Actualmente, es una profesora invitada en la Universidad de Míchigan.

## Trabajos
- "Negarse a derretirse en su mundo", Mundo y yo
- The Inheritance, Sahar Khalifeh, traductora Aida Bamia, Universidad americana en El Cairo Press (30 de diciembre de 2005) ISBN 978-977-424-939-6
- Papa Sartre, Ali Bader, Traductora Aida Bamia, (AUC Press 2009).
- The Graying of the Raven: Cultural and Sociopolitical Significance of Algerian Folk Poetry (AUC Press 2001).
- «Feminism in Revolution: The Case of Sahar Khalifa». Tradition, Modernity, and Postmodernity in Arabic Literature. Leiden, The Netherlands: Koninklijke Brill NV. 2000. ISBN 9789004117631.